# Cratere Potter
Potter è un cratere sulla superficie di Venere. Deve il proprio nome all'autrice britannica Beatrix Potter (1866 – 1943).